# Peridroma nepalicola
Peridroma nepalicola là một loài bướm đêm trong họ Noctuidae.